# Shana Sturla

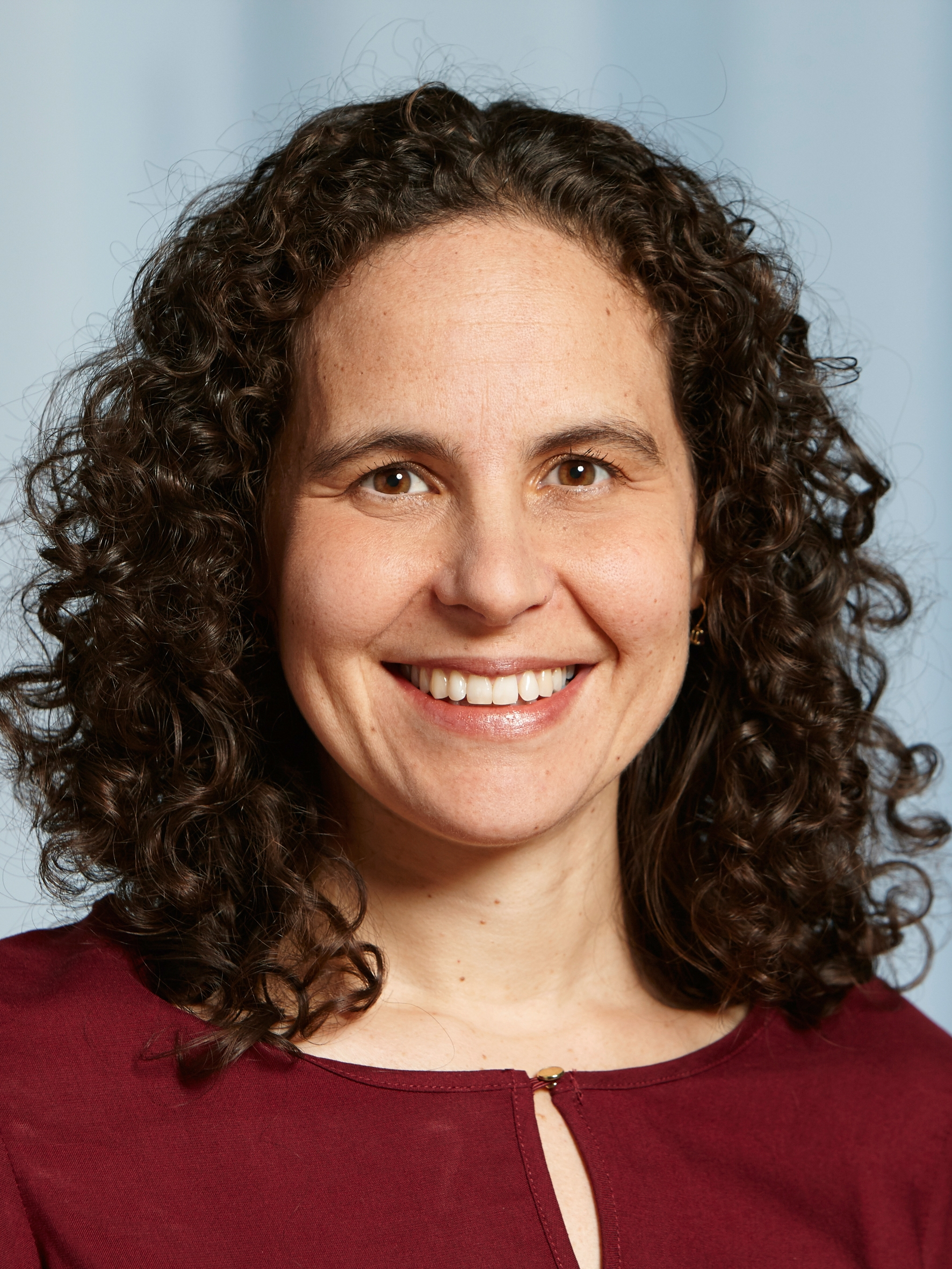
Shana J. Sturla (2018)

Shana Jocette Sturla (* 1975 in New York, USA) ist eine US-amerikanische Toxikologin, die an der ETH Zürich lehrt.

## Biografie
Sturla studierte Chemie an der University of California, Berkeley (BS, 1996) und promovierte anschliessend am Massachusetts Institute of Technology (PhD, 2001). Nach ihrem Promotionsstudium forschte sie als Postdoktorandin am Cancer Center der University of Minnesota (2001–2004) und war Assistenzprofessorin an der University of Minnesota (2004–2009). Im Jahr 2009 wechselte sie an die ETH Zürich, wo sie am Departement für Gesundheit und Technologie eine ausserordentliche Professur für Toxikologie erhielt. Seit 2016 ist Shana J. Sturla ordentliche Professorin für Toxikologie an der ETH Zürich. Darüber hinaus ist sie Teil des Vorstands der ETH Foundation. Seit 2018 ist sie Chefeditorin des Journals Chemical Research in Toxicology der American Chemical Society. Ihre Forschung befasst sich primär mit Krebsforschung auf zellulärer Ebene, sowie der Biochemie von Nukleosiden.

## Auszeichnungen und Mitgliedschaften (Auszug)
- 2017  Society of Toxicology
- 2014  Young Investigator in Toxicology of the American Chemical Society
- 2010  Förderpreis für unabhängige Nachwuchsforscher (Starting Grant) des Europäischen Forschungsrats[5]
- 2007  Krebsforschungspreis für Wissenschaftler aus Minderheitsgruppen der American Association for Cancer Research
- 2004  Förderpreis des US National Cancer
- 2010  Swiss Society of Toxicology
- 1997  American Chemical Society

Quelle: